# Station Villeroux
Station Villeroux is een voormalige halte langs spoorlijn 163 (Libramont – Bastenaken – Gouvy) in het Belgisch-Luxemburgse gehucht Villeroux (Vaux-sur-Sûre).
Het station werd geopend op 1 mei 1892, zonder nummer. Het ligt tussen de stations Bastogne-Sud (4,4 km) en Sibret (2 km). Vanuit Sibret vond ook het beheer plaats. De conducteurs verkochten de plaatsbewijzen.
Het station werd gesloten op 28 mei 1978.
0,0: Libramont ·
3,5: Ourt ·
6,6: Bernimont ·
10,5: Wideumont ·
15,7: Rosières ·
18,9: Morhet ·
22,2: Sibret ·
24,2: Villeroux ·
28,7: Bastenaken-Zuid ·
29,8: Bastenaken-Noord ·
33,4: Bizory ·
38,9: Bourcy ·
44,6: Tavigny ·
52,5: Limerlé ·
58,9: Gouvy ·
66,4: Beho ·
69,0: Maldange ·
71,4: Weisten ·
74,2: Crombach ·
79,0: Sankt Vith